# Вагонный проезд (Санкт-Петербург)
Ваго́нный проезд — улица в Невском районе Санкт-Петербурга. Представляет собой продолжение 3-го Рыбацкого проезда. Протяжённость — 445 м.

## История
C начала 80-х годов XX века улица была частью тупика Юннатов. Современное название присвоено улице 23 февраля 1987 года.

## Здания и сооружения
- Производственные территории
- Складское хозяйство

## Транспорт
- Метро: «Рыбацкое» (980 м)
- Ж/д платформы: Рыбацкое (960 м)

## Пересекает следующие улицы
- 1-й Рыбацкий проезд